# Junkers Ju 288
Junkers Ju 288, původně známý pod firemním označením jako  EF 074, byl projekt druhoválečného dvoumotorového německého bombardéru, který však vznikl jen v prototypech. První z 22 vývojových letounů vzlétl 29. listopadu 1940.

## Vznik
Ju 288 zvítězil v soutěži projektu Bomber B, která však byla zahájena podáním projektu EF 074 firmou Junkers a o výběru letounu nebylo pochyb. Bomber B měl nahradit stroje Junkers Ju 88. Disponoval většími rozměry, přetlakovou kabinou pro vysoké nadmořské výšky, delším doletem, mnohem větší nosností a rychlostí a lepší obrannou palebnou silou. Ve službě by pak nahradil všechny bombardéry v Luftwaffe.
Splnění všech těchto požadavků vyžadovalo mnohem výkonnější motory a všechny koncepty se spoléhaly na motor Junkers Jumo 222, který tento výkon poskytoval. Motor Jumo 222 byl nakonec neúspěšný, a to navzdory velkému úsilí a několika pracím na jeho překonstruování během pár let. Neexistovala žádná vhodná náhrada, a tak byl program Ju 288 odsouzen a Luftwaffe do konce války ve velkém disponovala pouze staršími konstrukcemi bombardérů.
První práce na novém stroji byly zahájeny koncem roku 1937. Značně urychleny byly v květnu 1939, kdy se novým technickým ředitelem a vedoucím konstrukčního oddělení společnosti Junkers stal dipl. ing. Heinrich Hertel, dříve pracující u firmy Heinkel. Projekt byl předložen RLM koncem roku 1939. Model letounu byl dokončen v květnu 1940, poté firma Junkers obdržela objednávku na výrobu tří prototypů, kterým bylo přiděleno typové označení Ju 288. Ještě před podpisem smlouvy byly vyrobeny dvě přední části trupu a dva exempláře ocasních ploch, které byly následně namontovány na prototypy Ju 88 V2 (imatrikulace D-AREN) a Ju 88 V5 (D-ATYU). Po úspěšných letových zkouškách byly oba stroje později dovybaveny dvěma typy aerodynamických brzd. Na podzim roku 1940 byly provedeny statické testy trupu Ju 288.
Plnohodnotný prototyp Ju 288 V1 (D-AOTF) byl zalétán koncem ledna 1941 provizorně poháněný hvězdicovými čtrnáctiválci BMW 801 MA o maximálním výkonu 1176 kW.

## Vývoj

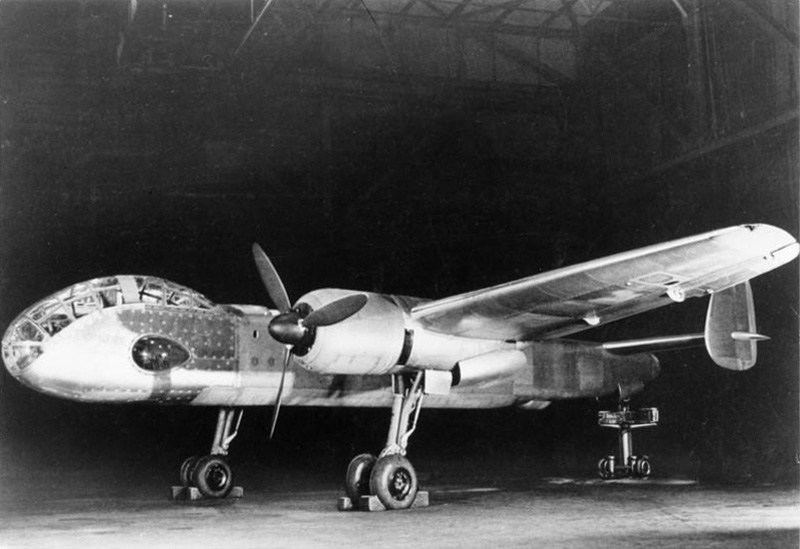
Junkers Ju 288 V1

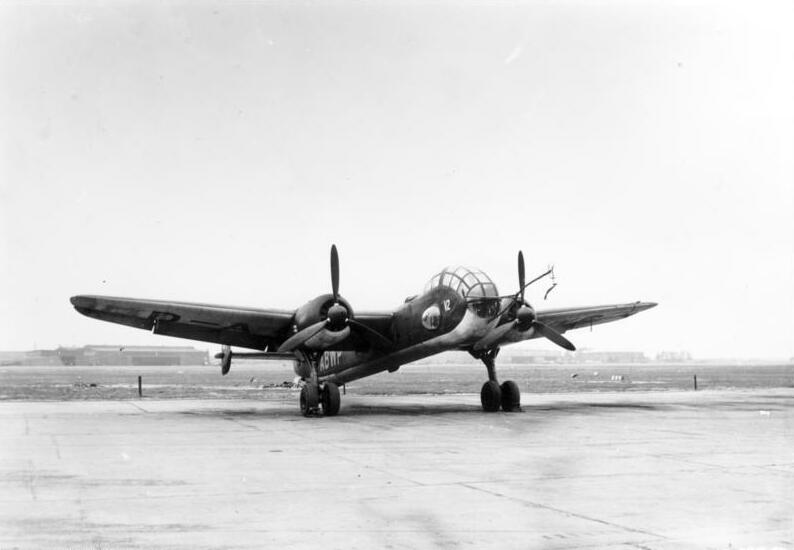
Junkers Ju 288 V2

Na jaře 1941 byly zahájeny zkoušky druhého prototypu Ju 288 V2 (D-ABWP), který byl vybaven jiným typem aerodynamických brzd a zvětšeným rozpětím na 20,20 m. Třetí prototyp Ju 288 V3 se poprvé vznesl do vzduchu počátkem léta 1941, čtvrtý Ju 288 V4 (D-AACS) zcela postrádal aerodynamické brzdy. Stejně jako předchozí letouny byl stále poháněn motory BMW 801 MA. Prototyp Ju 288 V5 měl již instalovány pohonné jednotky Junkers Jumo 222 A-1/B-1 a křídlo o rozpětí 20,20 m, které bylo dříve vyzkoušeno na prototypu V2. Stroj byl vybaven dutými vrtulovými kužely, které snižovaly čelní odpor a díky lepšímu proudění vzduchu zvyšovaly chlazení motorů. První let vykonal 8. října 1941. Ve stejné době byly ukončeny práce na prototypu Ju 288 V6 s novým křídlem o rozpětí 22,66 m, které bylo plánováno pro verzi Ju 288 B. Prototyp Ju 288 V7 zalétaný na jaře 1942 byl pro nedostatek motorů Jumo 222 opět vybaven pohonnými jednotkami BMW 801, tentokrát ve verzi C a zvětšenými směrovkami. Ju 288 V8 s motory Jumo 222 měl být vzorem sériové produkce Ju 288 A, ale nakonec byl vybaven trupem s prodlouženou zadní částí, která měla být určena pro verzi B. Stejným způsobem byl brzy upraven také trup prototypu V7. V říjnu 1941 byl na Ju 288 V3 (BK+HS) testován nový podvozek, v létě 1942 byl vyzbrojen dálkově ovládanými střeleckými věžemi s kanónem MG 151 ráže 15 mm. Zkoušky s touto výzbrojí již nebyly provedeny, protože stroj v důsledku špatné funkce podvozku havaroval.
V září 1941 zahájila společnost Junkers přípravy na zavedení čtyřmístné verze Ju 288 B, která se měla od původně plánované třímístné varianty Ju 288 A lišit novou přídí trupu, křídlem s větším rozpětím a novým vybavením. Prvním prototypem verze B se stal Ju 288 V9 (VE+QP) zalétaný v květnu 1942. Letoun měl hřbetní a ocasní střeliště avšak bez výzbroje. Druhý prototyp „Béčka“ Ju 288 V11 byl poháněn motory Daimler-Benz DB 606 A/B o vzletovém výkonu 1985 kW a maximálním výkonu 1948 kW ve výšce 4800 m. Následující prototyp Ju 288 V13 s identickými motory byl dokončen v červenci 1942, v lednu 1943 byl testován s kanónem MG 151 v ocasní části letounu. Posledním prototypem verze B byl Ju 288 V14 (DF+CT) dokončený v srpnu 1942 s motory Jumo 222 k jehož zalétání došlo v září 1942.
Ju 288 V12 vznikl spojením křídla verze B a trupu s trojmístnou kabinou z verze A.
V dalším vývoji se firma Junkers soustředila na verzi C, která byla speciálně zkonstruována pro instalaci motorů DB 606. Příď trupu byla prodloužena, změnil se i obrys kabiny. Obranná výzbroj se nacházela v dálkově ovládaných střelištích umístěných pod pilotní kabinou, za pilotní kabinou, pod trupem za pumovnicí a v ocasní části trupu. V srpnu 1942 byly dokončeny dva prototypy Ju 288 V101 a Ju 288 V102. Na základě letových zkoušek byl postaven další, upravený prototyp Ju 288 V103 (DE+ZZ) s pohonnými jednotkami Daimler-Benz DB 610, který byl zalétán na jaře 1943. Měl být vzorem pro sériové letouny Ju 288 C-1. V květnu 1943 byly zalétány další prototypy Ju 288 V104 a Ju 288 V105, v červnu pak Ju 288 V106. Přední, horní a zadní střeliště Ju 288 C-1 měla být vyzbrojena dvěma kulomety MG 131 ráže 13 mm, ocasní střeliště pak kulometem MG 151 ráže 15 mm. Kulomety/kanóny se dělí podle ráže. Do ráže 19,99 mm jsou to kulomety, od ráže 20 mm včetně jsou to kanóny.
V červnu 1943 náhle Technický úřad informoval firmu Junkers o zastavení programu Bomber B z důvodu nedostatku strategických materiálů a problémy se zaváděním nového typu do sériové výroby. Přesto byly dokončeny ještě další prototypy Ju 288 V107 a Ju 288 V109, které byly dohotoveny v červenci 1943. Testy všech 22 prototypů probíhaly do poloviny roku 1944, přičemž 17 z nich bylo zničeno. Zbylých pět bylo vyzbrojeno kanónem BK 5 (KwK 39) ráže 50 mm umístěným v pouzdru používaném u letounů Ju 88 P-4. Tyto stroje byly operačně nasazeny v závěrečném období války proti spojeneckým bombardérům.

## Specifikace (Ju 288B)

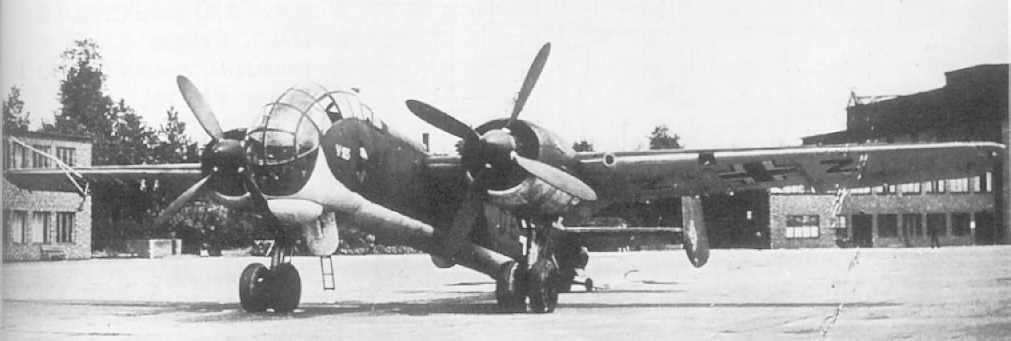
Junkers 288 C (Ju 288 V103 s motory DB 610)

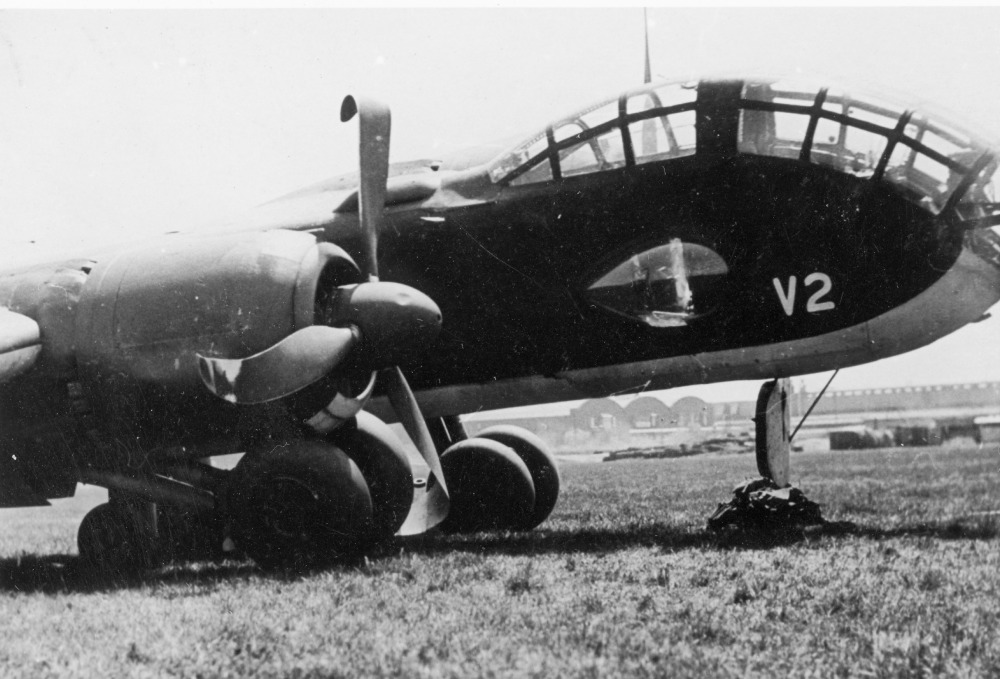
Ju 288 V2

### Technické údaje
- Osádka: 4
- Rozpětí: 22,7 m
- Délka: 17,8 m
- Výška: 4,5 m
- Nosná plocha: 64,6 m²
- Hmotnost prázdného stroje: 20 950 kg
- Maximální vzletová hmotnost: 11 000 kg
- Pohonné jednotky: 2× 24válcový motor Daimler-Benz DB 606
- Výkon pohonné jednotky: 2 700 PS (1 985 kW, 2 663 hp) každý

### Výkony
- Maximální rychlost: 620 km/h
- Dolet: 2 700 km
- Dostup: 9 300 m
- Počáteční stoupavost: 435 m/min

### Výzbroj
- 4 × 13mm kulomet MG 131
- 1 × 15mm kanon MG 151 nebo 20mm MG 151/20
- 3000 kg pum